# Torre Spaccata (stacja metra)
Torre Spaccata – stacja na linii C metra rzymskiego. 
Znajduje się na skrzyżowaniu Via Casilina z Via di Tor Tre Teste i Via di Torre Spaccata, obsługując obszar Policlinico Casilino, dzielnicę Torre Spaccata, Alessandrino i Tor Tre Teste.

## Historia
Budowa wystartowała w lipcu 2007 r. Stacja została otwarta 9 listopada 2014.